# Oxidationswasser
Bei chemischen Umwandlungen wasserstoffhaltiger Verbindungen mit Sauerstoff entsteht in vielen Fällen Wasser. Dieses Wasser wird Oxidationswasser genannt. Wird dieses Wasser von Lebewesen biochemisch gebildet, so ist auch der Begriff Stoffwechselwasser gebräuchlich.

## Zusammenfassung

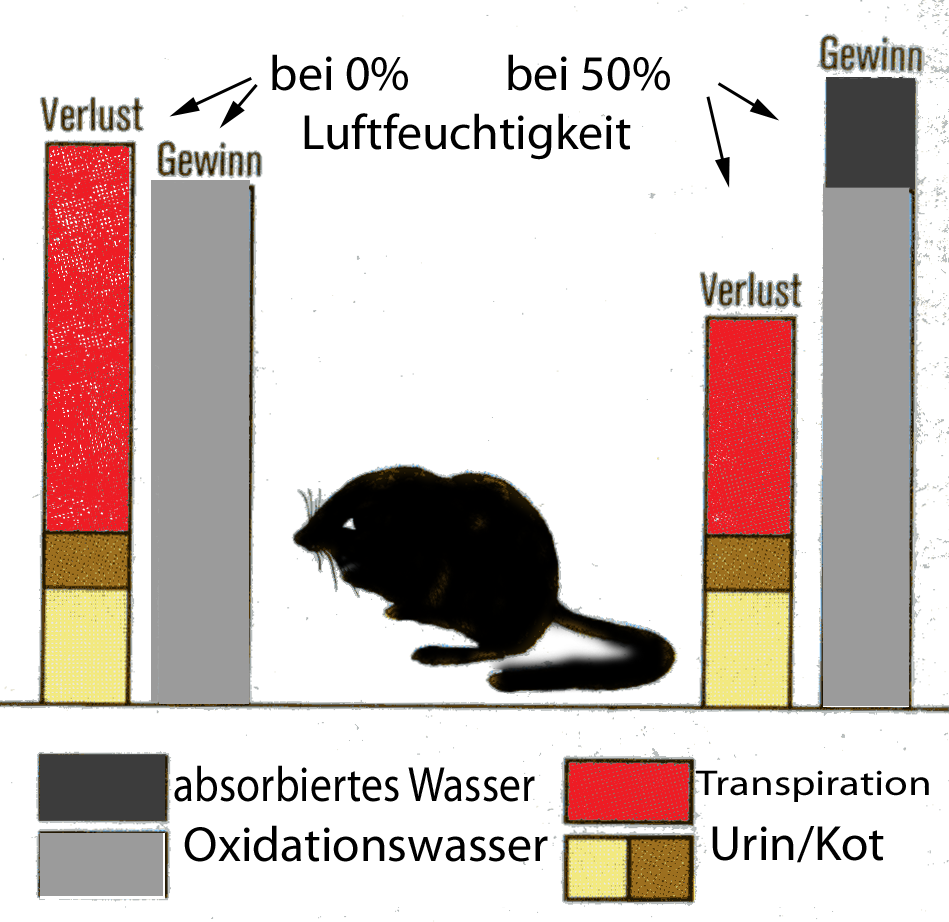
Wasserhaushalt der Kängururatte

Bei der Verbrennung von fossilen Brennstoffen wie Erdgas, Erdöl oder Kohle, wie z. B. beim Verbrennungsmotor eines PKW, werden immer auch große Wassermengen neu gebildet. Die Kohlenwasserstoffe der fossilen Brennstoffe werden zusammen mit dem Sauerstoff der Luft oxidiert („verbrannt“), dabei entstehen hauptsächlich Kohlenstoffdioxid und Wasser. Dieses neu gebildete Wasser kann man z. B. bei einem PKW an kühlen Tagen (und kalten Motor) in Form von Dampfwolken sehen, die aus dem Auspuff kommen.
Eine besondere Bedeutung hat das Oxidationswasser, das durch den Abbau von Nahrungsstoffen (Fette, Kohlenhydrate und Proteine) in den Zellen von Tier und Mensch im Zellstoffwechsel entsteht. Dieses Stoffwechselwasser steht über die Gewebsflüssigkeiten und das Blut dem ganzen Körper zur Verfügung. Bei einem erwachsenen Menschen geht man von täglich etwa 250 bis 300 ml Oxidationswasser aus. Bei vielen Wüstentieren trägt dieses Wasser sehr wesentlich zu der Wasserversorgung des Körpers bei, so dass einige Arten wochenlang ohne zusätzliche Wasseraufnahme überleben können (siehe nebenstehende Abbildung und Wasserhaushalt). Als Beispiel sei die Gattung der Kängururatten (Dipodymis) genannt, bei der Oxidationswasser bis zu 90 % des Wasserhaushaltes deckt.

## Oxidationswasser im Energiestoffwechsel

### Beispiel Glucoseabbau (Dissimilation)
Sowohl bei Tieren als auch bei Pflanzen ist Glucose (Traubenzucker) der wichtigste Energielieferant des Zellstoffwechsels. Er wird den Zellen des Menschen als Blutzucker zur Verfügung gestellt. Bei vollständigem oxidativen Abbau gilt dann die bekannte Nettogleichung der Atmung (Dissimilation):
{\displaystyle \mathrm {C_{6}H_{12}O_{6}+6\ O_{2}\longrightarrow 6\ CO_{2}+6\ H_{2}O} }
Glucose reagiert mit Sauerstoff zu Kohlenstoffdioxid und Wasser.
Der Abbau von 1 mol Glucose = 180 g führt demnach zur Bildung von 6 mol Wasser = 6·18 g = 108 g Wasser. Pro Gramm abgebauter Glucose entsteht danach 108 g/180  = 0,6 g Wasser also etwa 0,6 ml.

### Beispiel Fettabbau
Fette (chemisch Triglyceride) sind bei Pflanzen sehr verbreitete Reservestoffe in Früchten, Samen und anderen Pflanzenteilen. Tiere und Menschen speichern Energiereserven in Fettgeweben. Zur Vereinfachung wird in der Beispielrechnung Fett mit reinem Tripalmitin gleichgesetzt. Wird dieses Fett mobilisiert und vollständig oxidativ abgebaut, dann gilt folgende Nettogleichung:
{\displaystyle \mathrm {2\ C_{51}H_{98}O_{6}+145\ O_{2}\longrightarrow 102\ CO_{2}+98\ H_{2}O} }
Tripalmitin reagiert mit Sauerstoff zu Kohlenstoffdioxid und Wasser.
Also: 2 mol Tripalmitin = 2·807,35 g = 1614,7 g ergeben beim vollständigen Abbau 98 mol Wasser = 98·18 g = 1764 g = 1,7 Liter. Pro Gramm Fett entsteht also 1764 g/1614,7 g = 1,092 g = ca. 1,1 ml flüssiges Oxidationswasser.

## Oxidationswasser bei der Verbrennung fossiler Energieträger
Erdöl und Erdgas besteht überwiegend aus wasserstoffhaltigen Verbindungen. Bei deren vollständiger Verbrennung entsteht neben Kohlenstoffdioxid sehr viel Oxidationswasser.
Steinkohle enthält dagegen kaum Wasserstoffverbindungen, deshalb entsteht nur wenig Wasser – aber umso mehr Kohlenstoffdioxid.
Als Beispiel soll hier abgeschätzt werden, wie viel Wasser bei der Verbrennung von einem Liter Benzin neu entsteht.
Benzin wird dafür vereinfachend als reines Octan (114 g·mol−1) mit der Dichte 0,703 g·cm−3 angenommen.
Daraus ergibt sich die Reaktionsgleichung:
{\displaystyle \mathrm {2\ C_{8}H_{18}+25\ O_{2}\longrightarrow 16\ CO_{2}+18\ H_{2}O} }
Octan reagiert mit Sauerstoff zu Kohlenstoffdioxid und Wasser.
Aus 2 mol Octan = 2·114 g = 228 g entsteht also 18 mol Wasser = (18·18 g) = 324 g. Die Verbrennung von 1 Liter Octan = 703 g/114 g = 6,1634 mol verursacht die Entstehung von (6,1634·18 mol)/2 = 998 g Wasser, also 1 Liter flüssiges Wasser.
Über den dabei entstehenden Ausstoß an Kohlenstoffdioxid wird wegen dessen Klimawirksamkeit viel diskutiert (Treibhauseffekt). Dagegen ist der Einfluss des gleichzeitig gebildeten Wassers auf das Weltklima umstritten oder ungeklärt. Unstrittig ist dagegen, dass Wasser ein besonders wirksames Treibhausgas darstellt, weit wirksamer als Kohlenstoffdioxid. Da der Gehalt der Luft an Wasserdampf (Relative Luftfeuchtigkeit) jedoch von Temperatur und Luftdruck abhängt, wechselt der Wassergehalt der Luft stark und das neu gebildete Wasser wird in den Wasserkreislauf einbezogen. Andererseits nimmt die Luft bei steigenden Durchschnittstemperaturen zunehmend mehr Wasserdampf auf, was zu einer positiven Rückkopplung des anthropogenen Treibhauseffektes führen kann (Run-away-Effekt). Diskutiert wird dabei, inwieweit die zu erwartende verstärkte Wolkenbildung diesem Einfluss entgegenarbeiten kann.